# Richard Benjamin Harrison
Richard Benjamin Harrison Jr.  (Danville, 4 de março de 1941 - Las Vegas, 25 de junho de 2018), mais conhecido como The Old Man, ou, em português, como "O Velho", foi um empresário estadunidense. Era uma das estrelas do reality show Trato Feito, exibido no canal The History Channel, sobre uma casa de penhores de Las Vegas, da qual era dono e fundador.
Harrison serviu na Marinha dos EUA por 20 anos e em abril de 1981, com apenas 5.000 dólares, abriu uma loja de penhores em Las Vegas, a World Famous Gold & Silver. Era o patriarca da família que comandava a loja.
Morreu em decorrência da Doença de Parkinson aos 77 anos.

## Prêmios e Honrarias
Em Março de 2010, Harrison, juntamente a seu filho, seu neto e Austin "Chumlee" Russell foram agraciados com a chave da cidade de Las Vegas, pelo prefeito Oscar Goodman.
Harrison e os outros protagonistas do reality Trato Feito foram convidados de honra da corrida History 300 da NASCAR, realizada no Charlotte Motor Speedway em 26 de Maio de 2012.
Em 29 de Maio de 2012, Harrison foi agraciado com a chave da cidade de Lexington, onde morava, pelo então prefeito da cidade, Clark Newell. No ato da cerimônia de entrega, foi estabelecido também que a data seria oficializada como "Richard Harrison's Day".
Em 17 de Julho de 2012, the Clark County Commission declarou que aquela data seria oficializada como "Pawn Stars/Gold & Silver Pawn Day". No dia da cerimônia, Harrison doou 1000 dólares ao Clark County Museum, e emprestou a cadeira do Senado dos EUA usada pelo senador Patrick McCarran (vendida ao Gold and Silver no episódio "Take a Seat" do "Trato Feito") para o museu como parte de uma exposição sobre o senador McCarran.
Em 2012, seu filho, Rick Harrison, apareceu na lista das cem personalidades do ano da revista Time.